# East Brewton
East Brewton è un comune degli Stati Uniti d'America situato nella contea di Escambia dello Stato dell'Alabama.